# Uppståndelsekyrkan, Antopal
Uppståndelsekyrkan (belarusiska: Васкрасенская царква; translitteration: Vaskrasenskaja tsarkva) är en belarusisk-ortodox träkyrkobyggnad belägen i köpingen Antopal, i distriktet Drahitjynski Rajon i Brests voblast, i sydöstra Belarus.
Kyrkan är helgad åt Jesu uppståndelse och tillhör Brest stift i den Belarusisk-ortodoxa kyrkan.

## Historik
Uppståndelsekyrkan i Antopal byggdes 1854 på bekostnad av Yulian Gedroits, vilket godkändes 1852. Klockstapeln byggdes 1866.

## Kyrkan

### Exteriör
Kyrkan är gjord av trä och byggd i klassicistisk stil.

### Inventarier
Inne i kyrkan finns en ikonostas gjord av trä som tillverkades någonstans mellan 1800- ch 1900-talen.

## Bilder

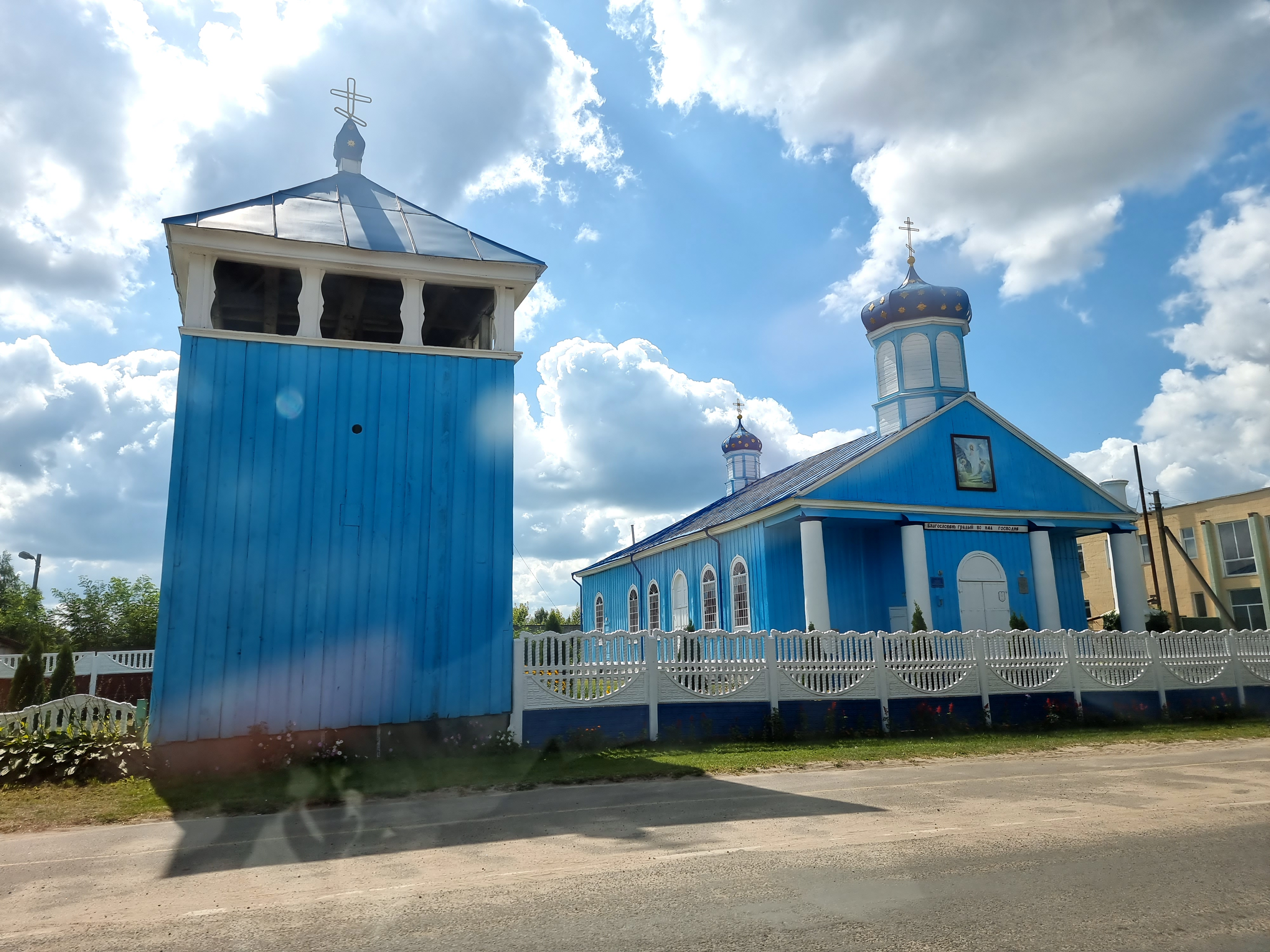
Klockstapeln.
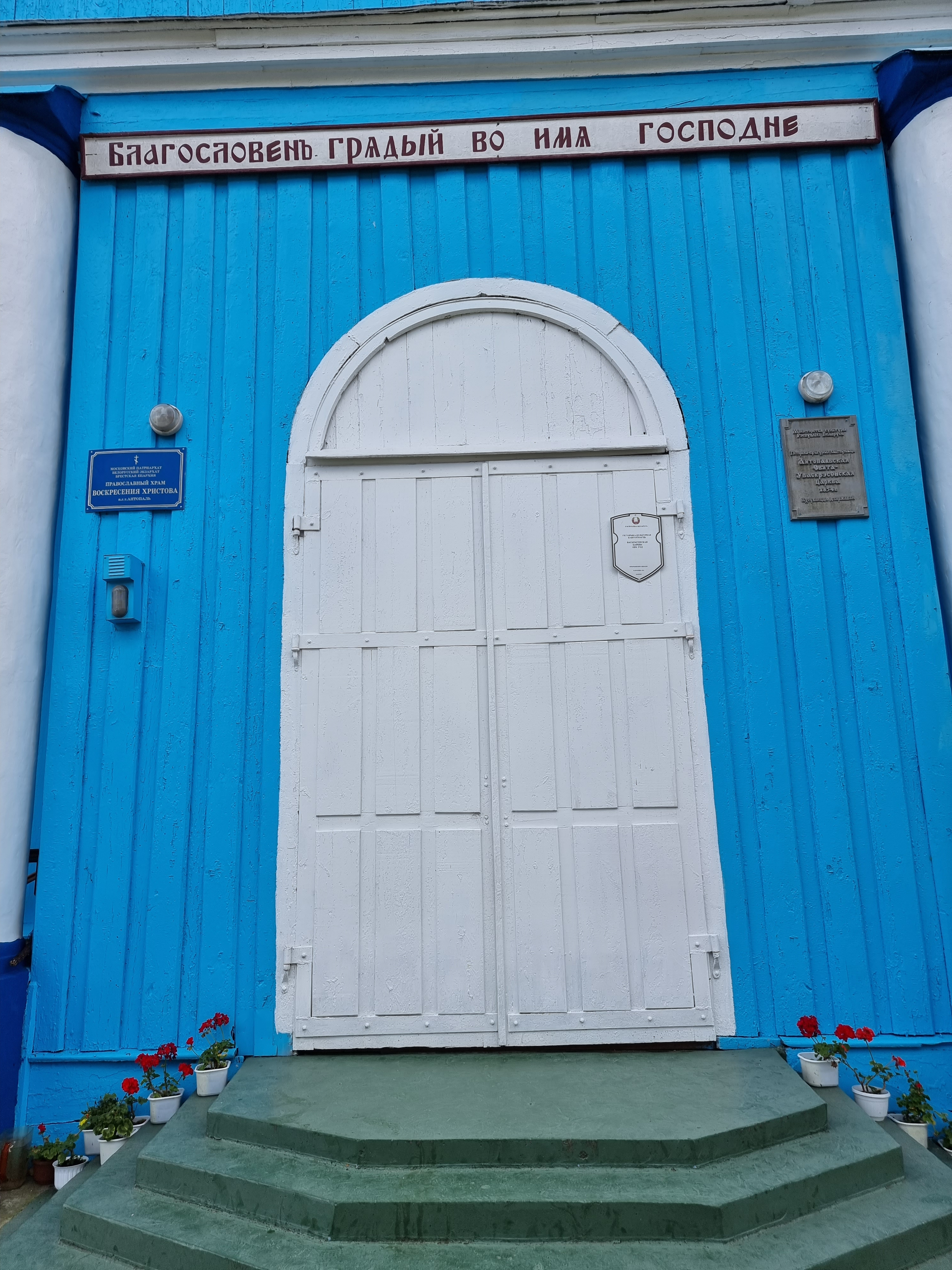
Entrén.
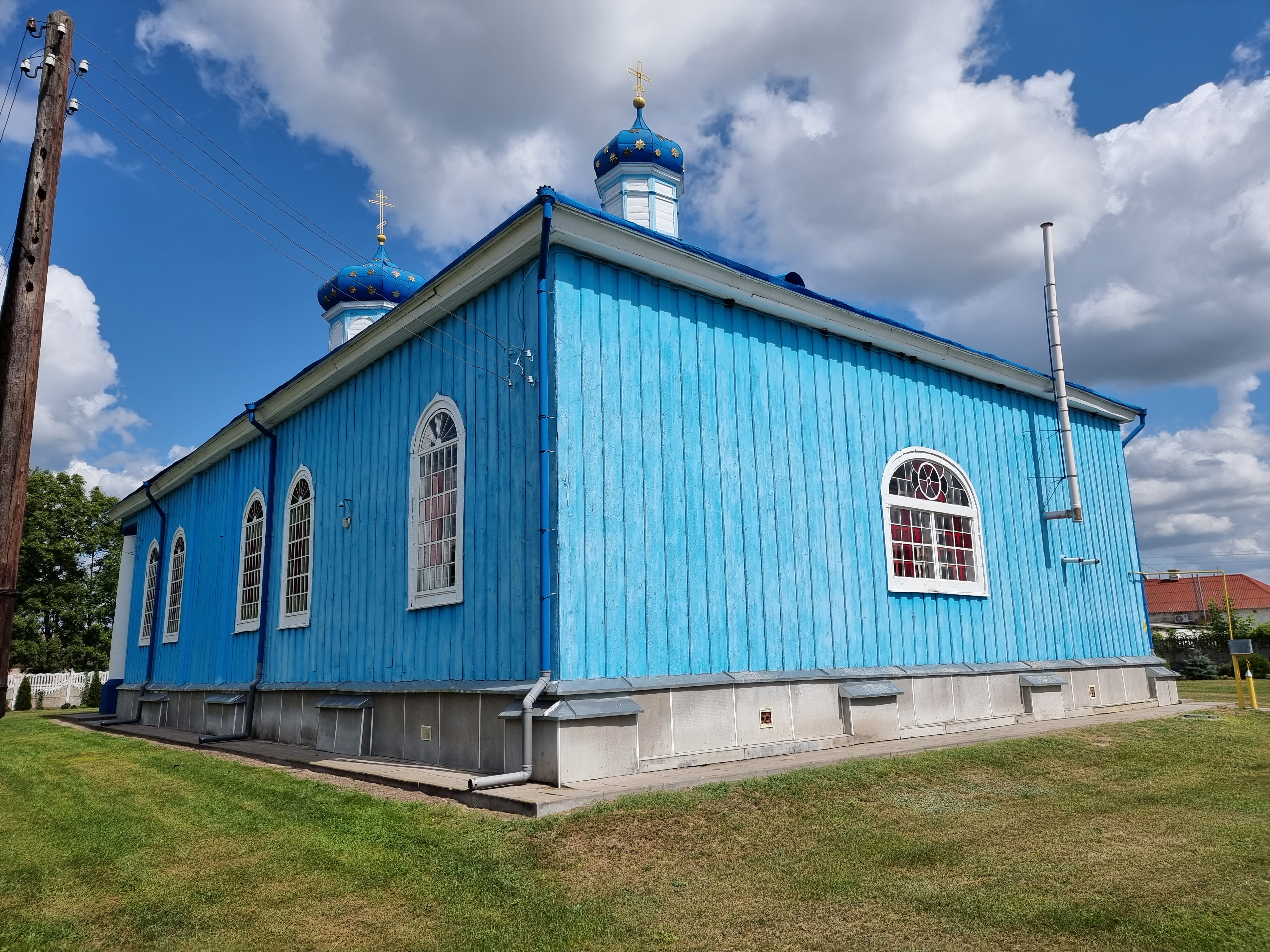
Absiden.
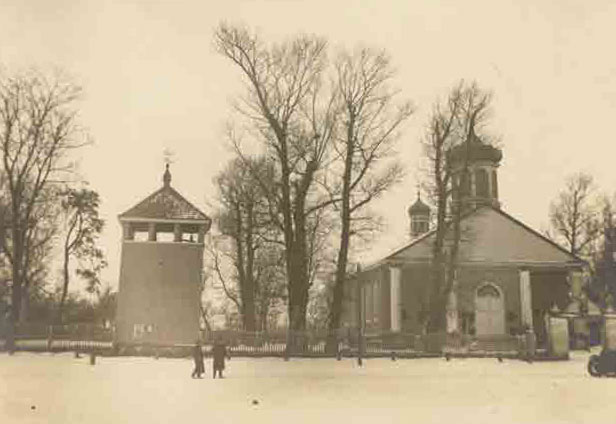
Kyrkan år 1916.

### Allmänna källor
- Васкрасенская царква, Антопаль - Архіварта — Партал спадчыны Беларусі (archivarta.by)
- Храм Уваскрасення Хрыстова Антопаль (hram.by)